# Öseammer
Der Öseammer war ein Volumenmaß in den Siedehütten bei der Salzherstellung. Das Maß ist vom tonnenartigen Gefäß gleichen Namens abgeleitet. Dieses Schöpfmaß wurde mit der Sole aus dem Brunnen gehoben und in die Salzpfanne entleert. Die Angaben beziehen sich auf Lüneburger Salinen:
- 1 Öseammer = 149,28 Liter (Sole für die Besiedung von 3 Salzpfanne  = 3 mal 40 Stübchen à 49,76 Liter)
- 1 Süß = 15,12 Kilogramm (Ertrag aus 1 Pfanne von 49,76 Liter)
- 1 Rump = 3 Süß  (Ertrag aus 3 Salzpfannen von 1 Öseammer)

Ab 1569 wurde der Öseammer vom Kumm abgelöst.
- 20 Öseammer = 1 Stiege = 1 Kumm